# Federico II el Grande
Federico II de Prusia, también conocido como Federico II el Grande o Federico II el Grande de Prusia (en alemán: Friedrich der Große; Berlín, 24 de enero de 1712-Potsdam, 17 de agosto de 1786), fue el tercer rey de Prusia (1740-1786). Perteneciente a la Casa de Hohenzollern, hijo de Federico Guillermo I y Sofía Dorotea de Hannover, fue uno de los máximos representantes del despotismo ilustrado del siglo XVIII. Se le conoce por sus victorias militares y por su reorganización del ejército prusiano, sus tácticas y maniobras innovadoras, y por el éxito obtenido en la guerra de los Siete Años, pese a su situación casi desesperada, por lo que se le conoce ya en su época como Federico el Grande.
En su juventud, estuvo más interesado en la música y en la filosofía que en el arte de la guerra, lo que le enfrentó con su propio padre, Federico Guillermo I, al quien se le conoció por su carácter autoritario, por lo que intentó escapar junto con su confidente, Hans Hermann von Katte. A ambos se les capturó y juzgó por el rey bajo la acusación de deserción, con tal resultado que Federico fue obligado a presenciar la ejecución de von Katte. Tras acceder al trono prusiano, Federico atacó Austria y se anexionó Silesia en las llamadas guerras de Silesia. Al final de su reinado, Federico logró interconectar físicamente la totalidad de su reino, que anteriormente se hallaba dividido, mediante la conquista de territorios del Reino de Polonia, después de la primera partición de Polonia.
Como exponente del despotismo ilustrado, a Federico se le conoce por modernizar la burocracia y la administración pública prusiana, y por llevar a cabo diversas políticas de carácter religioso, que abarcan desde la tolerancia hasta la opresión, en función de las circunstancias. Reformó el sistema judicial e hizo posible que los hombres de origen no aristocrático pudieran llegar a la judicatura o a los principales puestos burocráticos. Algunos críticos, sin embargo, recalcan que sus medidas son opresivas contra sus súbditos polacos conquistados Apoyó las artes y la filosofía, aunque al mismo tiempo emitió diversas leyes de censura a la prensa.
Murió sin descendencia y le sucedió en el trono su sobrino Federico Guillermo II, hijo de su hermano menor. Fue enterrado en su residencia favorita, el palacio de Sanssouci, en Potsdam.
Federico II es conocido por varios apodos, tales como el rey filósofo, el rey músico (fue compositor y flautista), el rey masón o el viejo Fritz (en alemán: der Alte Fritz), siendo la última palabra el acortamiento de su propio nombre. Fue llamado El Grande tras sus grandes hazañas militares (sobre todo durante la guerra de los Siete Años de 1756 a 1763); conflicto que convirtió a Prusia en una máquina de guerra, con lo que se duplican los territorios del reino.
Casi todos los historiadores alemanes del siglo XIX consideran a Federico el Grande como el modelo romántico de guerrero al que se le debe dar gloria, ya que se le alaba su liderazgo, su eficiencia administrativa, su devoción al deber de gobierno y su éxito en construir una Prusia capaz de asumir un papel principal en Europa. Se mantiene como una figura admirada e histórica después de la derrota del Imperio alemán en la Primera Guerra Mundial; así, el nazismo le glorifica como el líder alemán que precede a la figura de Hitler. Federico fue un rey ilustrado y relativamente progresista, para su época. Fue un supuesto alto dirigente de la Francmasoneria regular, y apoyó decidadamente a la Ilustración. Intentó darle un giro a la monarquía de su época. Sin embargo, al ser sucedido por su sobrino, un conservador religioso, el proyecto ilustrado se detiene. Militarmente fue brillante y muy agresivo. Pero a diferencia del autoritarismo de su padre, tenía un proyecto de sociedad diferente.

## Biografía

### Inclinaciones juveniles y formación
Federico nació en Berlín el 24 de enero de 1712. A su padre (Federico Guillermo I) también se le conoce popularmente como el rey soldado, por su pasión por la milicia, que le lleva a desarrollar un fuerte ejército, que dirige por la famosa Guardia de Granaderos de Potsdam. Además, posee un fuerte temperamento, gobernando, Brandeburgo y Prusia con autoridad absoluta. En contraste, su madre es una mujer educada, carismática y muy culta, hija de Jorge I del Reino Unido.

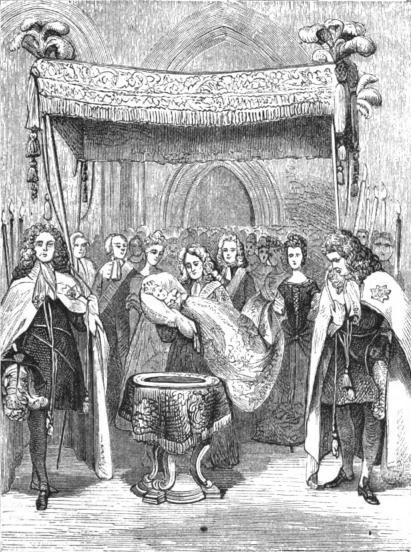
Bautismo de Federico (Harper's New Monthly Magazine, Vol. 40, 1870)

El nacimiento de Federico es bienvenido por su abuelo, Federico I, con un poco más énfasis del habitual, pues dos de sus nietos habían fallecido a edad temprana. A la muerte de este, en 1713, Federico Guillermo se convierte en el nuevo rey y Federico pasa a ser el príncipe heredero. El nuevo rey desea que sus hijos e hijas se eduquen como gente común y no como pertenecientes a la realeza, por lo que la educación de Federico se encomienda a una institutriz hugonote, con la que aprende simultáneamente francés y alemán.
Sin embargo, a pesar de que el deseo de su padre es que su educación sea enteramente religiosa y pragmática, Federico se inclina hacia la literatura francesa y otras inquietudes intelectuales. Con ayuda de su tutor, Jacques Duhan, Federico consigue una biblioteca secreta sobre poesía, literatura griega y romana, y filosofía francesa, de tres mil volúmenes, con la que suplementa sus lecciones oficiales. Además, se le anima por su madre y sus tutores para que mantenga correspondencia con filósofos de la Ilustración, lo que contrasta con su rechazo a la disciplina de la Corte y a las tradiciones militares prusianas.
Aunque Federico Guillermo, su padre, es un devoto calvinista, teme el propio dogma fundamental de esta: la elección incondicional. Para evitar que este pensamiento cause problemas en la forma de pensar de su hijo, Federico Guillermo ordena que no se le enseñe nada relativo a las ideas del calvinismo, en especial que ni siquiera que se le mencione la palabra predestinación. Pese a que Federico resulta poco devoto, sí que termina por adoptar las mismas ideas calvinistas, pese a los esfuerzos paternos. Algunos historiadores consideran que pudo tomar esta deriva, precisamente, para contradecirle.

## Príncipe heredero
En 1732, la reina Sofía Dorotea, su madre, trata de acordar un matrimonio doble para Federico y su hermana, Guillermina de Prusia, con los herederos de la Corona británica, la princesa Amelia y el príncipe Federico Luis de Gales, ambos hijos del rey Jorge II de Gran Bretaña. Sin embargo, por temor a una alianza entre Prusia y Gran Bretaña, el mariscal de campo Friedrich Heinrich von Seckendorff, también embajador austríaco en Berlín, soborna al ministro de Guerra prusiano, Friedrich Wilhelm von Grumbkow, y al embajador en Londres, Benjamin Reichenbach, dedicándose ambos a contaminar las relaciones entre los dos países. Federico Guillermo, su padre, finalmente propone condiciones tan gravosas para el Reino Unido (tales como la entrega del ducado de Jülich o el Estado de Berg), que, al final, la propuesta matrimonial no llega a buen término.

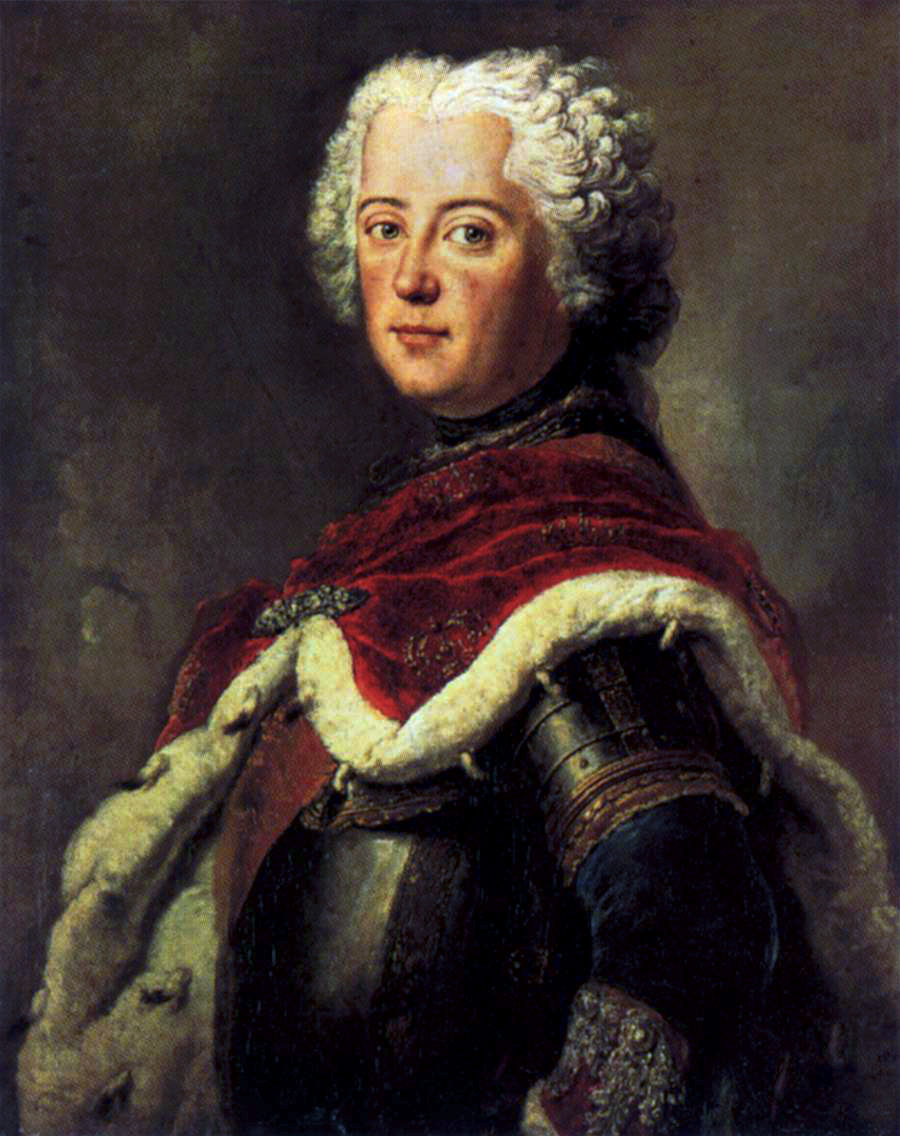
Retrato de Federico como príncipe heredero (1739)

Federico encuentra una aliada en su hermana Guillermina, con quien mantendrá una estrecha relación durante toda su vida. A sus 16 años, Federico establece también una estrecha relación con su paje de 13 años, Peter Karl Christoph Keith. Guillermina, a su vez, llegaría a decir que los dos «(...) pronto se han vuelto inseparables. Este Keith es inteligente, pero sin educación. Sirve a mi hermano con absoluta devoción y le mantiene informado de todas las acciones del rey».
Cuando cuenta con 18 años de edad, Federico conspira para huir a Inglaterra junto con su también confidente, el teniente Hans Hermann von Katte, y otros jóvenes oficiales del ejército. Cuando su padre, con su séquito real, se encuentra en las cercanías de Mannheim, en el Electorado del Palatinado, Robert Keith (el hermano de Peter, su paje) tiene un repentino ataque de arrepentimiento, en el que delata a los conspiradores y suplica al rey Federico Guillermo su perdón, el 5 de agosto de 1730. A Federico y Katte se les arresta y encarcela en Küstrin, bajo cadena perpetua. No obstante, al tratarse de oficiales del ejército que intentan huir de Prusia hacia Gran Bretaña, su padre Federico Guillermo les acusa de traición, por lo que le amenaza (aunque sea su heredero) con la pena capital, llegando a considerar la opción de obligar a Federico a renunciar a la sucesión en favor de su hermano, Augusto Guillermo de Prusia, aunque ninguna de esas dos opciones es fácilmente defendible ante la Corte Imperial del Sacro Imperio Romano Germánico. Entonces, el rey obliga a Federico a presenciar la decapitación de uno de sus confidentes, Katte, en Küstrin, el 6 de noviembre de 1730, lo que le provoca finalmente a Federico un desmayo, sufriendo alucinaciones durante los siguientes dos días.
Federico recibe el perdón real y se le libera de su celda el 18 de noviembre de 1730, aunque se mantiene su privación del rango militar. Sin embargo, el 20 de noviembre, en lugar de retornar a Berlín, a Federico se le obliga a permanecer en Küstrin y a comenzar un riguroso plan de educación en administración y gestión del Estado. Las tensiones se suavizan un poco cuando Federico Guillermo le visita un año después, recibiendo Federico autorización para viajar a Berlín con ocasión de la boda de su hermana Guillermina con Federico III de Brandeburgo-Bayreuth, el 20 de noviembre de 1731. El príncipe heredero vuelve a Berlín, tras liberársele de su tutela en Küstrin, el 26 de febrero de 1732.
Federico Guillermo considera casar a Federico con Ana Leopóldovna de Mecklemburgo-Schwerin, sobrina de la emperatriz Ana de Rusia, pero su plan recibe la ardiente oposición del príncipe Eugenio de Saboya. El propio Federico propone el enlace con María Teresa de Austria, a cambio de renunciar a la sucesión. En su lugar, el príncipe Eugenio persuade a Federico Guillermo, su padre, a través de Seckendorff, de que el príncipe se case con Isabel Cristina de Brunswick-Bevern, hija de Fernando Alberto II de Brunswick-Wolfenbüttel, una mujer protestante emparentada con los Habsburgo. A pesar de que Federico escribiera a su hermana que no es de su agrado aquella mujer, al decir que «no puede haber ni amor ni amistad entre nosotros», sopesando incluso el suicidarse, finalmente tuvo lugar su boda el 12 de junio de 1733. Tiene muy poco en común con su esposa y considera ese matrimonio como un ejemplo de la interferencia política de Austria en Prusia, que se considera como una lacra que se mantiene desde el año 1701. Tan pronto como Federico se hace con el trono en 1740, aleja a Isabel, su esposa, de su corte en Potsdam, habilitando para ella el Palacio de Schönhausen y unos apartamentos en el Palacio Real de Berlín. Federico nombra heredero a su hermano Augusto Guillermo, al no tener hijos propios con su esposa. Pese a todo, su mujer permanece devota a su persona.
Federico es readmitido en el ejército prusiano con el rango de coronel del Regimiento von der Goltz, estacionado cerca de Nauen y Neuruppin. Cuando Prusia aporta un contingente de tropas para ayudar a Austria en la guerra de sucesión de Polonia, Federico estudia y aprende bajo el mando del príncipe Eugenio de Saboya, durante la campaña contra Francia en el Rhin. Federico Guillermo, en esa época, se encuentra débil a causa de la gota, y otorga a su hijo el uso del palacio de Rheinsberg, al norte de Neuruppin. Allí Federico reúne un pequeño número de músicos, actores y otros artistas, entre ellos, Voltaire. A este último le envía en 1740 un poema acerca de uno de los aspectos de la sexualidad humana, como es el orgasmo, para mostrarle que un prusiano podía tener sentimientos tan intensos como los de un europeo del sur. Pasa su tiempo leyendo, asistiendo a escenificaciones teatrales y componiendo y escuchando música, en la que luego recordará él como una de las épocas más felices de su vida.
En aquel entonces, a las obras de Nicolás Maquiavelo, entre las que destaca El Príncipe, se las considera, aún por él, como una guía para el comportamiento de un rey. En 1739 publica su obra Anti-Maquiavelo, en la que refuta a Maquiavelo y aboga por una mayor exigencia moral para los gobernantes. Se publica de forma anónima en 1740, pero Voltaire, uno de sus conocidos, la distribuye en Ámsterdam con mucho éxito. Los años en que Federico se dedica a las artes en lugar de a la política terminan abruptamente en 1740, con la muerte de Federico Guillermo y su ascenso al trono de Prusia.

## Reinado

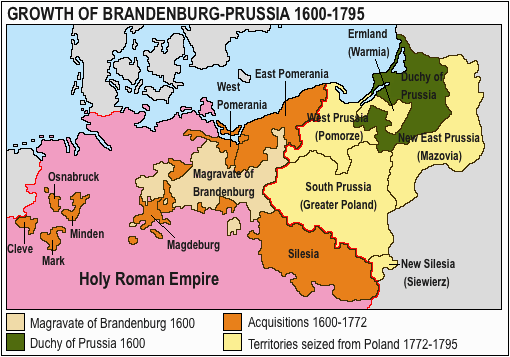
Crecimiento de Prusia y Brandeburgo entre 1600 y 1795.

Federico accedió al trono a los 28 años de edad. En el momento de su subida al trono como Rey en Prusia en 1740, Prusia estaba formada por una variedad de territorios separados, entre los que se encontraba el Ducado de Cleves, el Condado de Mark y el Condado de Ravensberg, al oeste del Sacro Imperio Romano Germánico; el Margraviato de Brandeburgo, Pomerania Occidental y Pomerania Central, al este del Imperio, y Reino de Prusia (el antiguo Ducado de Prusia), fuera del Imperio y bordeando la República de las Dos Naciones. El título Rey en Prusia hacía referencia al señorío exclusivamente sobre el antiguo Ducado, y Federico se declararía Rey de Prusia a partir de 1772, tras haber adquirido gran parte del resto de la región prusiana.
Durante su largo reinado (1740 a 1786) se convierte en exponente del despotismo ilustrado, en el que introduce algunas reformas inspiradas en esta corriente. Impulsa la codificación del Derecho prusiano, según el principio de que la ley debe proteger a los más débiles: abolición de la tortura, independencia judicial. Fomenta la colonización a base de inmigrantes procedentes de las zonas más despobladas y atrasadas del reino. Practica el proteccionismo aduanero para su industria. En sus campañas militares, destaca su gran capacidad y visión, táctica y estrategia, tanto que se lo considera como uno de los mayores genios militares de toda la Historia, y que incluso se lo llega a comparar hasta con Alejandro Magno, Julio César o Napoleón.

### Las Guerras de Silesia
El objetivo de Federico fue modernizar y unificar sus tierras, vulnerables y desconectadas territorialmente. Para este objetivo luchó, fundamentalmente, contra Austria, en la que reinaba la dinastía de los Habsburgo como emperadores del Sacro Imperio Romano Germánico de forma casi continuada desde finales del siglo XV. Federico logró establecer al estado de Prusia como el quinto y más pequeño gran poder europeo mediante el uso de los recursos que su frugal padre había ido acumulando.

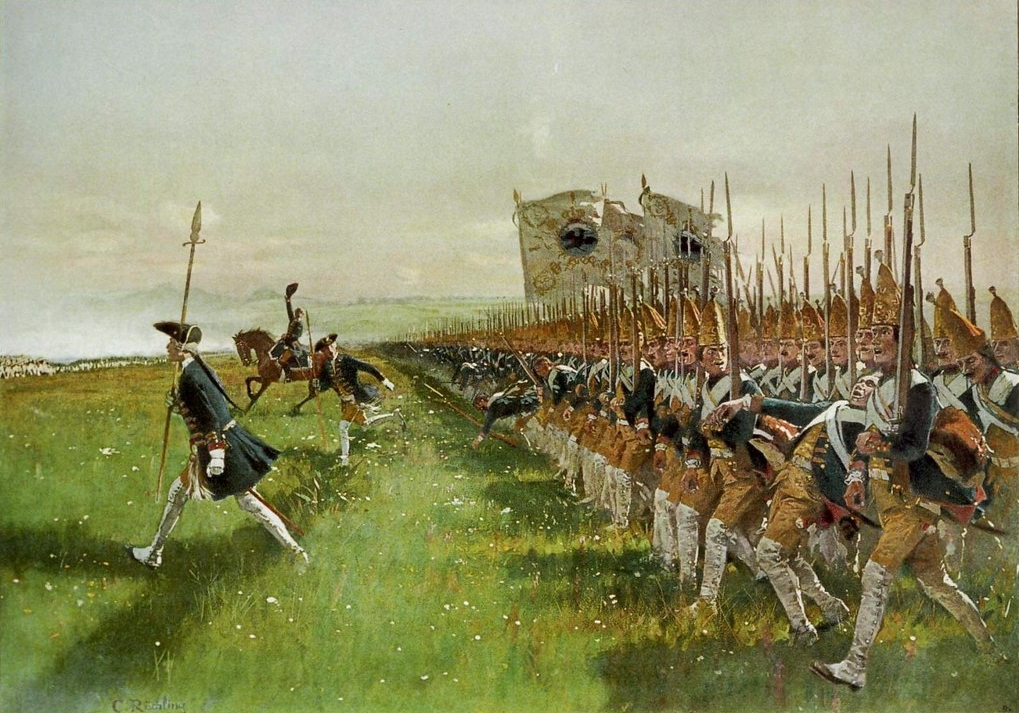
Batalla de Hohenfriedberg, Ataque de la Infantería Prusiana, por Carl Röchling.

Tras acceder al trono el 31 de mayo de 1740, y deseando obtener y controlar la próspera provincia austríaca de Silesia, Federico se negó a ratificar la Pragmática Sanción de 1713, un mecanismo legal que pretendía asegurar la herencia por María Teresa de Austria de los dominios de los Habsburgo. Por tanto, a la muerte del emperador Carlos VI del Sacro Imperio Romano Germánico, Federico disputó la sucesión de María Teresa y, en particular, de su dominio sobre la provincia de Silesia. La guerra de sucesión austriaca comenzó el 16 de diciembre de 1740, cuando Federico invadió y rápidamente ocupó Silesia. Federico estaba preocupado de anticiparse en la ocupación de Silesia a Augusto III de Polonia, que también era elector de Sajonia, y podía estar interesado en hacerse con la misma provincia a fin de unificar sus propios territorios. El rey prusiano decidió un ataque preventivo para ocupar la provincia, utilizando como excusa un oscuro tratado de 1537 entre los Hohenzollern y la dinastía de los Piastas de Brzeg.
Federico ocupó Silesia con la excepción de las fortaleza de Glogovia, Brzeg y Breslavia, en tan sólo siete semanas, pese a las pobres carreteras y al mal tiempo. La fortaleza de Ohlau cayó en manos de Federico de manera casi inmediata, y se convirtió en el lugar de acuartelamiento de invierno para el ejército prusiano. A finales de marzo de 1741, Federico reinició la campaña, pero fue obligado a retroceder ante un ataque sorpresa de los autríacos. La primera gran batalla real de Federico en Silesia fue la batalla de Mollwitz, que tuvo lugar el 10 de abril de 1741. Aunque Federico sirvió realmente bajo el mando del Príncipe Eugenio de Saboya, esta fue la primera vez que comandó a un ejército. Creyendo que su ejército había sido derrotado por los austríacos, Federico huyó del campo de batalla a caballo intentando evitar ser capturado dejando al Mariscal de Campo Kurt Schwerin al mando del ejército. En realidad, los prusianos habían ganado la batalla en el mismo momento que Federico huyó. Federico más tarde admitiría su humillación por esta ruptura de la disciplina y más tarde afirmaría «Mollwitz fue mi escuela».
A comienzos de septiembre de 1741, los franceses entraron en guerra contra Austria y marcharon sobre Viena junto con sus aliados del Electorado de Baviera. Estando Viena amenazada, los austríacos retiraron tropas de Silesia para defender su capital, dejando un contingente menor para la defensa de la provincia frente al ejército prusiano de Federico el 17 de mayo de 1742. Sin embargo, la caballería prusiana resultó una poderosa fuerza que permitió, finalmente, que Prusia se hiciera con la victoria en una batalla que sería conocida como la batalla de Chotusitz. Esta fue la segunda batalla real en la que Federico comandó sus ejércitos desde su ascenso al trono, y su dramática victoria le permitió obligar a los austríacos a negociar la paz que terminaría con la que sería conocida como la primera guerra de Silesia (1740-1742). El subsiguiente tratado de Breslavia de junio de 1742 dio a Prusia el control sobre toda Silesia y el condado Glatz mientras que los austríacos tan sólo retuvieron una porción de Silesia conocida como la Silesia Checa. Al controlar esta nueva provincia, Prusia también pasó a controlar el navegable río Óder.
Federico sospechaba firmemente que los austríacos volverían a iniciar la guerra a fin de recuperar Silesia, por lo que decidió tomar la iniciativa. Formó una nueva alianza con Francia e invadió Bohemia en agosto de 1744. Hacia finales de 1744, todas las columnas de Federico habían cruzado la frontera de Bohemia, dirigiéndose directamente hacia Praga para sitiar la ciudad. Esto marcó el comienzo de la segunda guerra de Silesia (1744-1745). La artillería prusiana llegó frente a Praga el 8 de septiembre de 1744, y el día 11 comenzó un bombardeo de la ciudad de tres días de duración, tras el cual Praga finalmente capitularía días después. Tres días después de la caída de Praga, las tropas de Federico se encontraban de nuevo en marcha hacia el corazón central de Bohemia.
El 4 de junio de 1745, Federico emboscó a una fuerza conjunta de sajones y austríacos que habían cruzado las montañas para invadir Silesia. Tras permitirles el cruce por la montaña (se dice que Federico comentó entonces que «si quieres cazar a un ratón, debes dejar la trampa abierta»), Federico los atacó y los derrotó en la batalla de Hohenfriedberg. Persiguiendo a los austríacos hacia Bohemia, Federico alcanzó al enemigo el 30 de septiembre de 1745 y lanzó un ataque por el flanco del ala derecha austríaca en la batalla de Soor que puso a los austríacos en fuga. La moral de las tropas austríacas cayó tanto durante la batalla que en varios momentos el Mariscal de Campo Austríaco, el Príncipe de Lobkowitz, tuvo que mandar a fusilar a tres oficiales por cobardía. La derrota tuvo un importante impacto en las ceremonias de coronación que tuvieron lugar pocos días más tarde, en las que María Teresa era coronada oficialmente Emperatriz del Sacro Imperio Romano dado que estas guerras fueron, en cualquier caso, una parte de un conflicto internacional mayor conocido como la guerra de sucesión de Austria (1740-1748).
Una vez más, la sorprendente victoria de Federico en el campo de batalla llevó a sus enemigos a la mesa de negociación. El 25 de diciembre de 1745 se acordó el tratado de Dresde, en el que Austria fue obligada a adherirse a los términos del tratado de Breslavia, otorgando Silesia a Prusia.

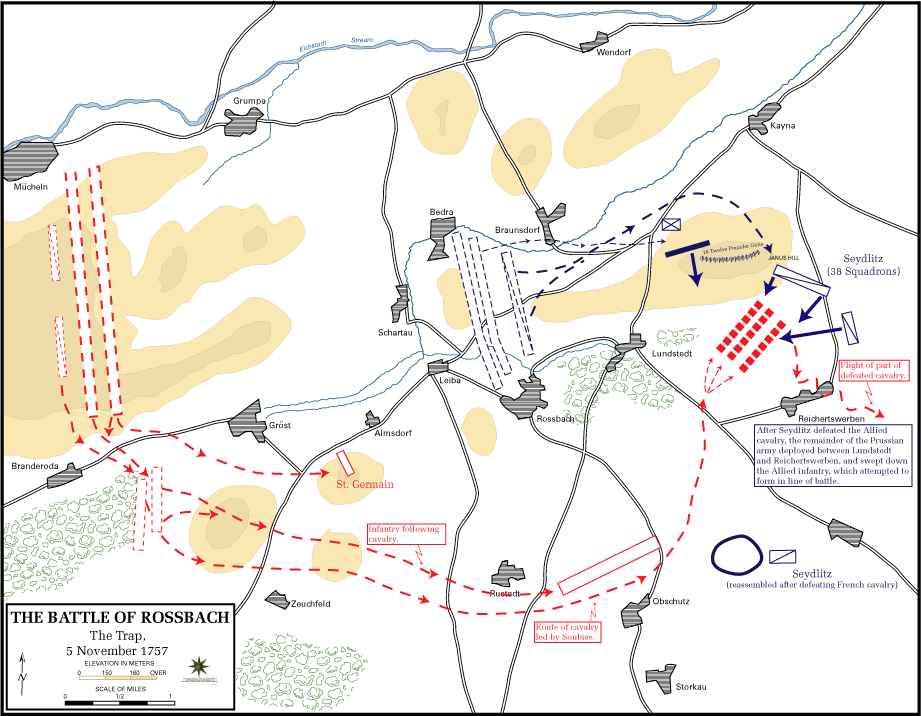
Batalla de Rossbach, una victoria táctica para Federico.

### La guerra de los Siete Años
La casa de los Habsburgo, en Austria, y la dinastía de los Borbones, en Francia, que habían sido enemigos tradicionales, se aliaron en la Revolución Diplomática de 1756, tras el colapso de la alianza anglo-austríaca. Federico acordó rápidamente una alianza con el Reino Unido en la Convención de Westminster. Viendo que los países vecinos conspiraban contra él, Federico estaba decidido a ser él quien atacara primero. El 29 de agosto de 1756 mandó a su bien preparado ejército a cruzar la frontera e invadir de manera preventiva al Electorado de Sajonia, comenzando la guerra de los Siete Años, que duraría hasta 1763. Se enfrentó a duras críticas por su ataque sobre la Sajonia neutral y por la incorporación forzosa de las tropas sajonas en el ejército prusiano tras el sitio de Pirna, en octubre de 1756.
En esta guerra, Prusia se enfrentaba a una fortísima coalición en la que se encontraba Austria, Francia, Rusia, Sajonia, Suecia, y algunos estados alemanes de menor entidad, mientras que tan solo contaba con el apoyo de Gran Bretaña, Hesse, Brunswick y Hanover. Federico logró a duras penas mantener a Prusia en la guerra pese a que sus territorios se veían continuamente invadidos desde distintos frentes, encontrándose en muchos momentos casi al borde de la destrucción de su ejército.

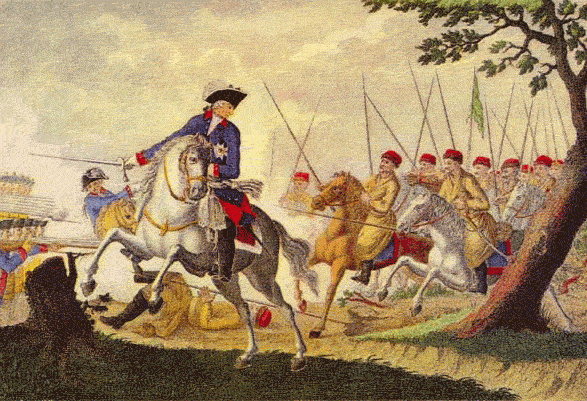
Federico evita por poco ser capturado por los Cosacos en la batalla de Kunersdorf (1759)

La muerte repentina de la emperatriz Isabel I de Rusia en enero de 1762 llevó al ascenso al trono de Pedro III, con inclinaciones pro-prusianas, y a quien su admiración por Federico le llevó a retirar a Rusia de la guerra. Este evento, que recibió el sobrenombre del Milagro de la Casa de Brandeburgo, supuso el colapso de la coalición antiprusiana y la firma del tratado de Hubertusburgo. Aunque Federico no ganó ningún territorio en el acuerdo, reafirmó sus conquistas anteriores, y su habilidad para mantener el control de Silesia hizo que tanto él como el estado de Prusia adquirieran gran popularidad entre los territorios de lengua germana.
A lo que luego, Federico sigue una política exterior limitada a la defensa del equilibrio europeo. En 1772, participa con Austria y la Rusia de Catalina la Grande en el Primer reparto de Polonia, a cambio de no obstaculizar las ambiciones territoriales de estos dos países sobre el debilitado Imperio otomano. Prusia obtiene así un territorio que une la Prusia Oriental con Pomerania y Brandeburgo.
Años después Federico también involucró a Prusia en la Guerra de Sucesión bávara en 1778, en la que se enfrentó a los intentos austríacos de intercambiar sus territorios holandeses por el de Baviera. La guerra terminó con el Tratado de Teschen de 1779, por el que Prusia obtiene los principados franconios de Baviera; y Austria se queda con una parte de la Baja Baviera. Cuando el emperador José II volvió a intentarlo en 1784, Federico creó una alianza conocida como Fürstenbund, una Liga de príncipes alemanes para salvaguardar el statu quo en las Provincias Unidas frente a las ambiciones de Baviera, en la que Federico aparecía como el defensor de las libertades germanas, en contraste con su anterior rol de atacante de los dominios imperiales de los Habsburgo.

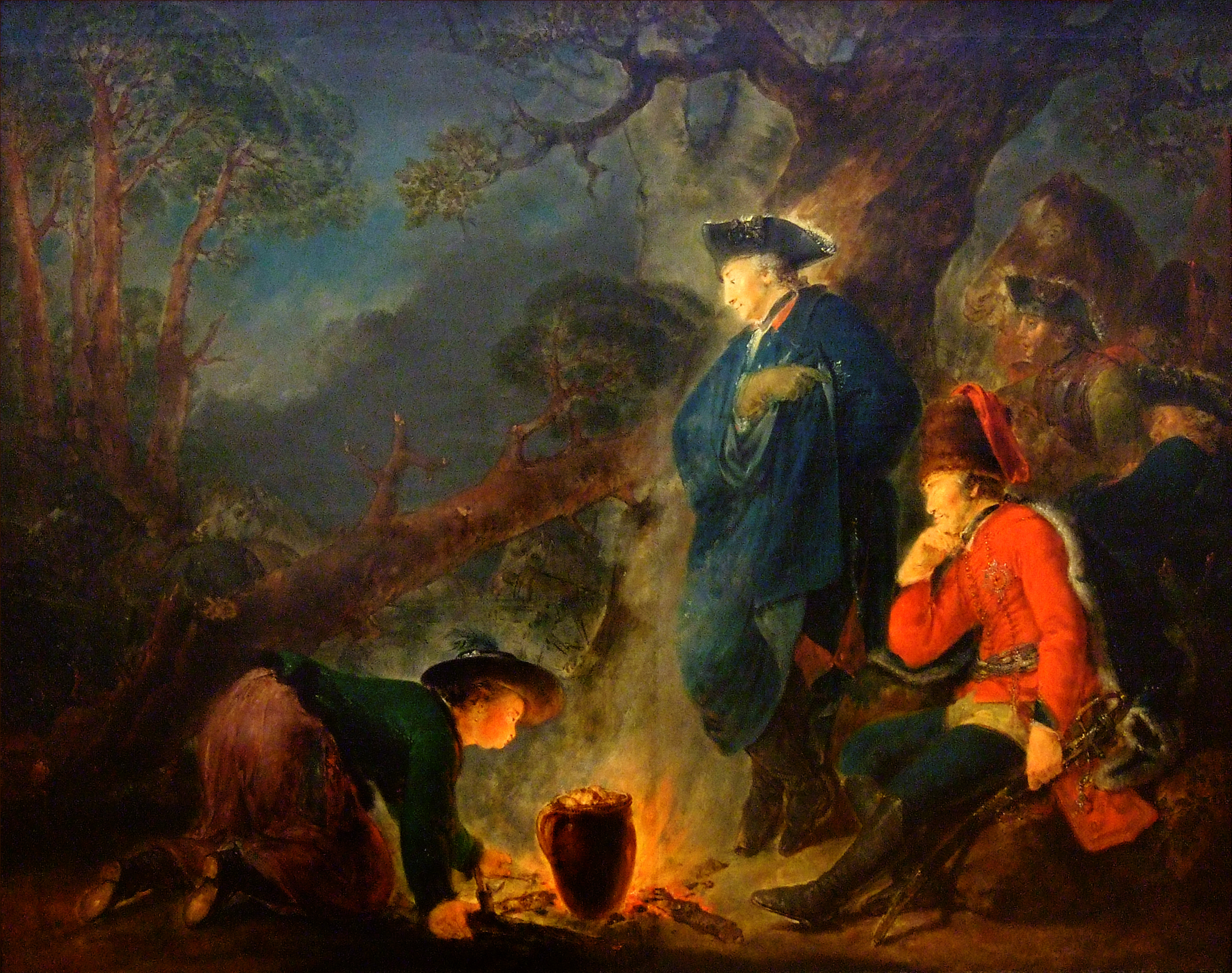
Federico antes de la batalla de Torgau, 1760

Federico II el Grande creía que las alianzas eran absolutamente necesarias para su país, puesto que Prusia no contaba con los recursos de Francia o de Austria, pero sentía que la fuerza de su país era un poder real con el que podía contar. Tras la guerra de los Siete Años, el ejército prusiano consiguió una elevadísima reputación por toda Europa.

### Federico como líder militar
Federico lideró personalmente a sus fuerzas militares en múltiples ocasiones, llegando a sufrir la muerte a balazos del caballo que montaba hasta en seis ocasiones durante las batallas que libró. A menudo es admirado como uno de los más grandes genios en táctica militar de la historia, especialmente por su uso del orden oblicuo en batalla, mediante el cual el ataque se enfoca sobre el flanco del oponente, permitiendo una ventaja local en ese punto y neutralizando una posible debilidad general en cuanto a fuerzas numéricas. Más importantes incluso fueron sus éxitos tácticos sobre el mapa de operaciones, especialmente en aquellas múltiples ocasiones en las que logró evitar la unificación de oponentes que le podrían superar en número gracias a estar ubicado en el lugar y en el momento correctos para poder contener a los ejércitos enemigos que invadían el territorio prusiano. Las batallas más notables de Federico fueron las batallas de Hohenfriedberg, Rossbach, y la Leuthen.
Un ejemplo del lugar que ocupa Federico en la historia militar se puede observar en Napoleón Bonaparte, que admiraba al rey prusiano como el más grande genio táctico de todos los tiempos. Tras la victoria de Napoleón sobre la Cuarta Coalición, en 1807, visitó la tumba de Federico en Potsdam e indicó a los oficiales que le acompañaban que, de haber estado vivo Federico, en ese caso no estarían ellos ahí. Federico y Napoleón son probablemente los dos líderes militares más citados en la obra de Clausewitz De la guerra. En dicho libro, más que el orden oblicuo, Clausewitz alaba el rápido y hábil movimiento de tropas que Federico fue capaz de realizar en los distintos escenarios bélicos.
En el ámbito teórico militar, Federico fue un personaje muy influyente cuyos análisis provenían de su directa y extensa experiencia en los campos de batalla. Escribió estudios sobre estrategia, táctica, movilidad y logística.

### Primera partición de Polonia

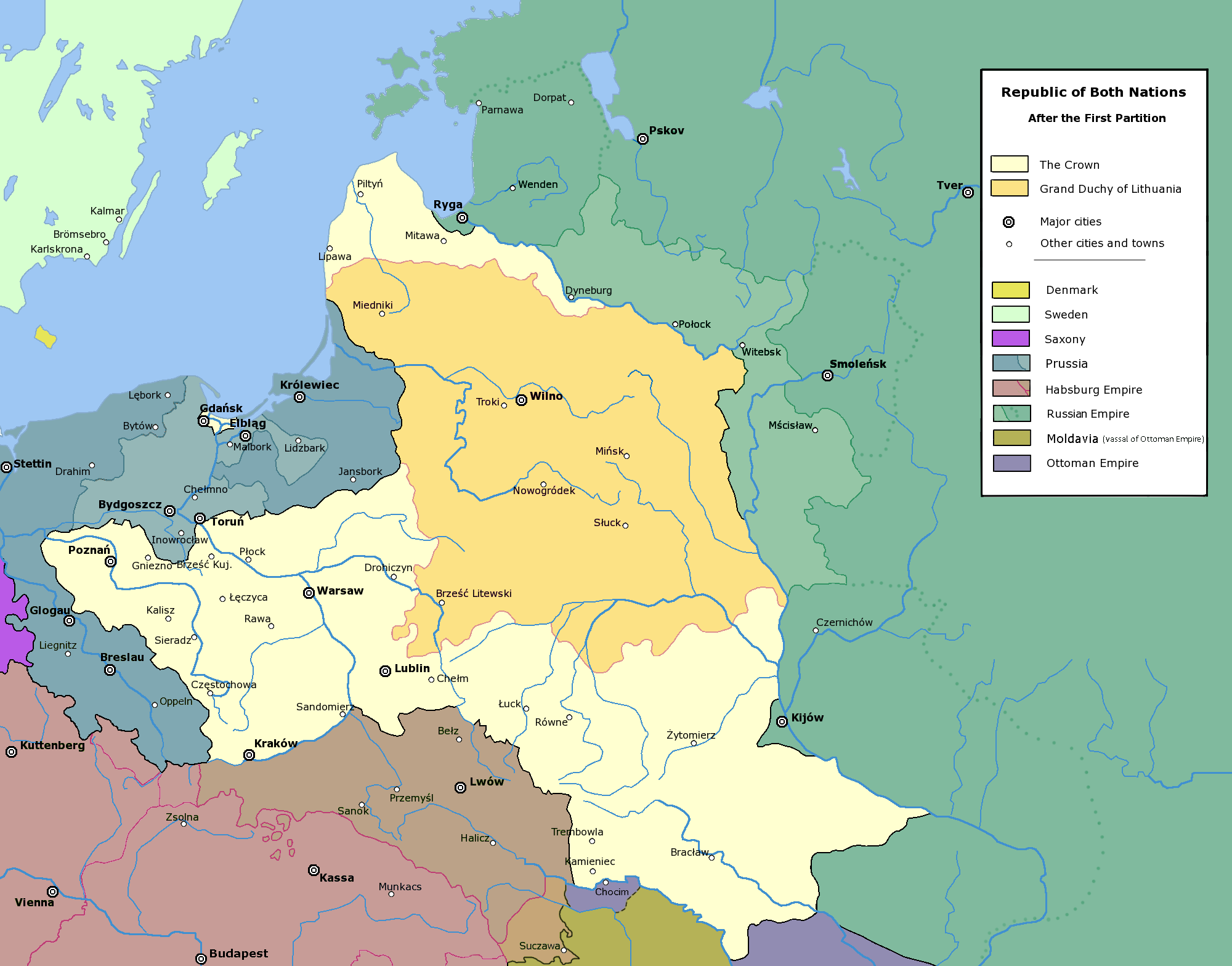
Mancomunidad de Polonia-Lituania tras la Primera Partición (1772).

Federico despreciaba a los polacos desde su juventud, y existen numerosas citas en las que expresaba prejuicios antipolacos, llamando «estúpida» a la población polaca y afirmando que «todas estas personas con apellidos terminados en -ski, se merecen solamente el desprecio». Mostró un odio apasionado contra todo lo asociado a Polonia, mientras que justificaba este odio con ideas de la Ilustración.
Federico buscó legitimar la toma de Polonia como una misión ilustrada de civilización. Preparó el terreno para desmembrar Polonia-Lituania en 1752 a más tardar, esperando ganar un puente territorial entre Pomerania, Brandemburgo y las provincias orientales de Prusia. Federico era en parte responsable de la debilidad del gobierno polaco, tras haber hecho circular durante muchos años moneda polaca falsa después de haber obtenido los moldes originales de la casa de la moneda polaca durante su conquista de Sajonia. Los beneficios de esta actividad fraudulenta excedían al doble del presupuesto nacional de Prusia en época de paz. También se opuso a los intentos de reforma política en Polonia, y sus tropas bombardearon puertos mercantiles en Vístula, frustrando los esfuerzos polacos de crear un sistema fiscal moderno. Ya en 1731 Federico había llegado a sugerir que el país estaría en mejor situación si se anexase la Prusia polaca para unificar los territorios separados del Reino de Prusia.
Leqitter afirma que «el conflicto sobre los derechos de los disidentes religiosos [en Polonia] llevó a la guerra civil y a la intervención extranjera». De los entre 11 y 12 millones de habitantes de Polonia, 200.000 eran protestantes y 600.000 cristianos ortodoxos. Los disidentes protestantes todavía eran libres de practicar su religión, aunque sus escuelas fueron clausuradas, y todos los disidentes podían mantener sus propiedades, aunque Polonia fue reduciendo cada vez más sus derechos civiles tras un periodo de considerable libertad religiosa y política. Se les permitía servir en el ejército y votar en las elecciones, pero tenían vedados los cargos públicos y la pertenencia al parlamento polaco. Durante la década de los años 1760 su importancia resultó desproporcionada en relación con su número en relación con la población del país. Federico explotó este conflicto para mantener débil y dividida a Polonia.
Según H. M. Scott, Federico deseaba explotar Polonia económicamente para incrementar la riqueza de Prusia. Este historiador ve sus acciones como una continuación de las anteriores violaciones del territorio polaco en 1759 y 1761 y de los ataques sobre el país hasta 1765. Su actuación fraudulenta sobre la moneda polaca devaluó la divisa e hizo que los capitales huyeran de Polonia hacia territorio prusiano, estimándose una ganancia para Prusia de unos 25 millones de táleros, lo que ocasionó serios problemas monetarios al país vecino.
La emperatriz Catalina II de Rusia fue una firme opositora de Prusia. Al mismo tiempo, Federico se oponía a Rusia, cuyas tropas habían tenido permiso para atravesar libremente la Mancomunidad de Polonia-Lituania durante la guerra de los Siete Años. Sin embargo, y a pesar de su hostilidad personal, en 1764 Federico y Catalina firmaron una alianza defensiva que garantizaba el control prusiano de Silesia a cambio de su apoyo contra Austria o contra el Imperio Otomano. El candidato de Catalina para el trono polaco, Estanislao II Poniatowski, fue elegido rey de Polonia en septiembre de ese año, pasando Rusia a estar en control de las decisiones políticas de Polonia.
Federico empezó a preocuparse, sin embargo, después de que Rusia ganara una significativa influencia en el parlamento polaco de 1767, un acto que también amenazaba a Austria y a los otomanos. En la subsiguiente guerra turco-rusa (1768-1774), Federico apoyó a Catalina con un subsidio de 300.000 rublos a regañadientes, dado que no quería que Rusia se hiciera todavía más fuerte a costa del territorio otomano. El rey prusiano inició un acercamiento al emperador José y al canciller austríaco Wenzel Anton Kaunitz.
Tras la ocupación de los Principados Danubianos por parte de Rusia, el príncipe Enrique de Prusia, hermano de Federico y representante de Prusia en San Petersburgo, convenció a Federico y a María Teresa de que el equilibrio de poder se mantendría solamente a través de una división tripartita de la Mancomunidad, en lugar de que Rusia tomara el territorio otomano. Se llegó a un acuerdo para la Primera partición de Polonia en 1772, que tuvo lugar sin necesidad de que se produjera una guerra. Prusia se anexionó un territorio ocupado por 600.000 habitantes, el menor de los tres territorios de la partición. Sin embargo, la nueva provincia de Prusia Occidental servía para conectar Prusia Oriental con Pomerania, y garantizaba a Prusia el control de la desembocadura del río Vístula. Federico invitó a inmigrantes alemanes a ocupar la provincia, esperando que desplazaran a los polacos nativos.

### Administrador, «Rey Filósofo y Músico»

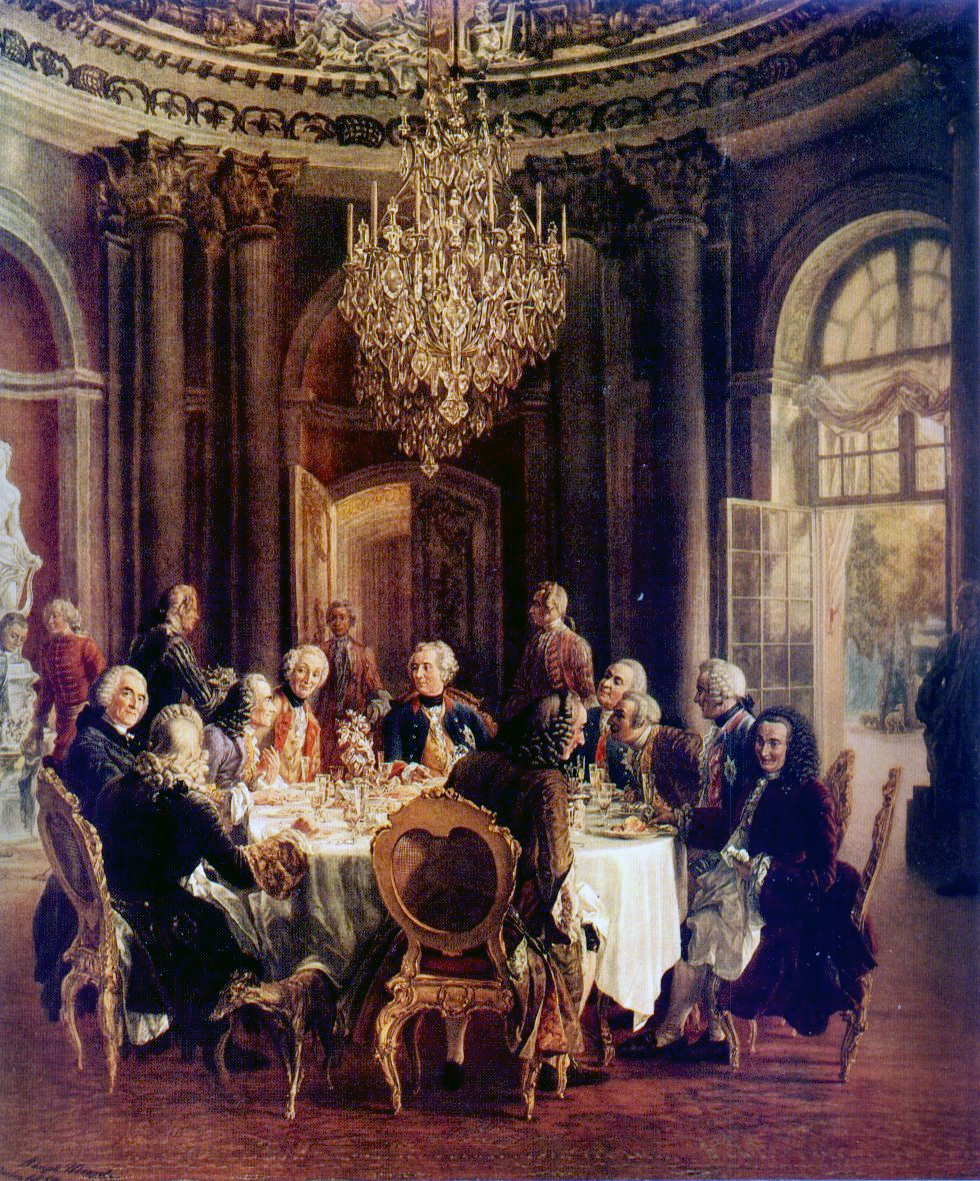
La corte del rey Federico junto a Voltaire.

Federico supervisa la labor de sus funcionarios y les exige el estricto cumplimiento de su deber. Durante su reino aparecen nuevos métodos agrícolas e industriales. Se desecan marismas, que proporcionan nuevas tierras para el cultivo y la colonización. En 1747 promulga un código legislativo, al que se le llama Código de Federico.
El gran desarrollo de la industria prusiana y un fuerte incremento poblacional hacen pasar al país de 2,5 millones de habitantes al comienzo de su gobierno a 6 millones al final. Dota a Prusia de un formidable ejército de 200 mil hombres, perfectamente adiestrados y equipados, que sabe utilizar en el momento oportuno; además de redactar él mismo las Ordenanzas para la milicia. Funda en 1765, en Berlín, el Banco Real, que establece filiales en todo el reino. La creación de una Federación de príncipes demuestra su eficacia al finalizar la amistad con Rusia, ya que Austria no logra beneficiarse del esperado debilitamiento prusiano; lo que sirve de base fundamental al papel central de Prusia en Europa a finales del siglo XIX.
Niega que la monarquía se la da por derecho divino y es un gran protector de la ciencia y de la cultura; a las que impregna de influencias francesas: refunda la Academia de Ciencias prusiana, apoya a escritores y artistas y sanciona la obligatoriedad de la enseñanza primaria. Sin embargo, no elimina la servidumbre para no debilitar a la nobleza, que constituye la casta dominante que hace funcionar eficazmente la administración y el ejército. En el Palacio de Sanssouci, en Potsdam, Federico tiene su corte, que la mantiene de forma austera, donde recibe a Voltaire y Johann Sebastian Bach. Rechaza la cultura alemana, habla francés en la corte, es flautista y escribe obras para este instrumento. Su profesor de flauta es el conocido flautista y compositor Johann Joachim Quantz. También es escritor; uno de sus escritos más relevantes es Historia de mi tiempo, uno de sus mejores trabajos en su género. Escribe versos y ensayos; sus obras son publicadas en 30 volúmenes entre 1846 y 1857.

## Opiniones religiosas
Como miembro de la familia Hohenzollern, Federico II fue educado en el calvinismo, religión que practicó, al menos nominalmente, durante toda su vida. Sin embargo, debido a sus ideas ilustradas y su supuesta relación con la francmasonería, la religión nunca tuvo importancia en el pensamiento del rey, por lo que, a pesar de sus prácticas religiosas públicas (algo por otra parte indispensable en un rey), se podría ligar a Federico II con el pensamiento deísta.
Pese a sus ideales protestantes, cabe destacar la tolerancia de Federico hacia católicos y judíos en contraste con otros países de la Europa reformada. A pesar de ello, tan sólo aquellos que mantenían prácticas protestantes podían ser elegidos por el rey para desempeñar cargos públicos. Aunque respetaba a las dos ya nombradas religiones, sobre todo durante el final de su vida desarrolló un fuerte sentimiento en contra de otros credos. Ejemplos de esto son la desmantelación de conventos católicos en Polonia o su marcado antisemitismo, muy visible en su Testamento político donde llegó a afirmar que la presencia de judíos debía ser regulada.

## El «Rey Masón»
Según la leyenda masónica del grado 33 del Rito Escocés Antiguo y Aceptado es el «Soberano Gran Comendador, Gran Maestro Universal y Conservador de la Antiquísima y muy respetable sociedad de antiguos Masones o Arquitectos Unidos», es decir, de la masonería. Hasta el momento no hay nada concreto que lo demuestre, y de hecho, existen pruebas que más allá de beneficiar a esta historia solo la desmienten.[cita requerida]
Según la leyenda del nivel 33 del Rito Escocés Antiguo y Aceptado, Federico se propone asegurar y reunir en un solo cuerpo de masonería a todos los ritos del Régimen Escocés existentes, tales como: Rito de Heredom y Rito del Oriente del Kilwining; Rito de San Andrés y Rito Templario; Rito de los Emperadores de Oriente y Occidente; Rito de los Príncipes del Real Secreto o de Perfección y Rito Escocés, y el Rito Primitivo. Esto difiere de la realidad, puesto que muchos de estos ritos siguen existiendo y están alejados de las jurisdicciones del Rito Escocés Antiguo y Aceptado.[cita requerida]
Para tal obra supuesta se dice que promulga las grandes constituciones de 1786 y declara para siempre reunidas en una sola orden las puramente Doctrinas de la Masonería del Rito Escocés Antiguo y Aceptado de 33 niveles; su primer grado que somete; al segundo; este al tercero, y así sucesivamente hasta su nivel 33, es de soberano gran inspector general, el cual inspecciona, dirige y gobierna a todos los otros.[cita requerida]
El cuerpo o reunión de miembros que poseen este grado, forman el Supremo Consejo, quien es el conservador de la Orden. Asimismo Federico II dispone que, después de su muerte, el poder supremo que hasta entonces le es conferido, se transmita en cada país o nación donde no los hubiera, a un Supremo Consejo.[cita requerida]

## Sexualidad
Existen sospechas presumiblemente fundadas sobre la supuesta homosexualidad de Federico II el Grande, pero ningún dato definitivo. Además del episodio de su fuga y la ejecución del teniente Hans Hermann von Katte, el mejor amigo de Federico, por asistirlo en sus planes para escaparse los dos a Inglaterra o por su reacción al momento de su muerte -se desmaya ante su decapitación-, que es por lo que se lo encasilla como su posible amante; existen diversos indicios que parecen confirmar su aparente homosexualidad. Por ejemplo, su matrimonio con Isabel Cristina de Brunswick-Bevern por imposición paterna, de la que no tiene hijos y a la que destierra a un castillo remoto tras subir al trono.
En general, Federico tiene una opinión muy pobre de las mujeres, aunque él mismo levanta rumores sobre sus amantes femeninas y su vida disoluta. Existen dos teorías sobre este comportamiento: la primera es que el rey era de gustos homosexuales, teoría defendida y difundida por Voltaire, y la segunda en que se dice que el rey era impotente, ya que habría sufrido una operación de la que no se tienen más datos aparte del testimonio en el que lo afirma el médico suizo Johann Georg Zimmermann, que trata al rey brevemente. Voltaire, antes de huir de Sanssouci en 1752, es un gran amigo de Federico e incluso pasa dos años en Berlín, en su corte. A su retorno a París, Voltaire se permite algunos comentarios escandalosos sobre la vida del rey, llamándolo, quizás orgullosa o despectivamente, en realidad no se sabe bien en qué tono lo dice, que él es: una «amable ramera» que se divierte con pajes y cadetes, con los que realiza la «segunda función» (o coito anal), debido a su falta de «aparatura» (es decir, debido a su impotencia sexual).

## Últimos años
En 1785, Federico II firma un tratado de amistad y comercio con los Estados Unidos de América, el reconocimiento de la independencia del nuevo país. El acuerdo incluye una cláusula novedosa, en el que los dos líderes de los poderes ejecutivos de ambos países garantizan un especial trato humano en la detención de los prisioneros de guerra. Cerca del final de su vida, Federico se vuelve cada vez más solitario. Su círculo de amigos en Sanssouci muere poco a poco y sin reemplazos, y Federico se convierte cada vez más en alguien crítico y arbitrario, por la frustración de la administración pública y su cuerpo de oficiales. La población de Berlín siempre anima al rey, cuando regresa a la ciudad desde giras provinciales o revistas militares, pero Federico no disfruta del placer de ser popular entre la gente común, ya que prefiere la compañía de sus mascotas, sus galgos italianos, a quien se refiere como sus «marqueses de Pompadour», como una burla a la majestad de la realeza francesa. Federico muere en un sillón de su estudio en el Palacio de Sanssouci, el 17 de agosto de 1786.

### La tumba de Federico en Sanssouci

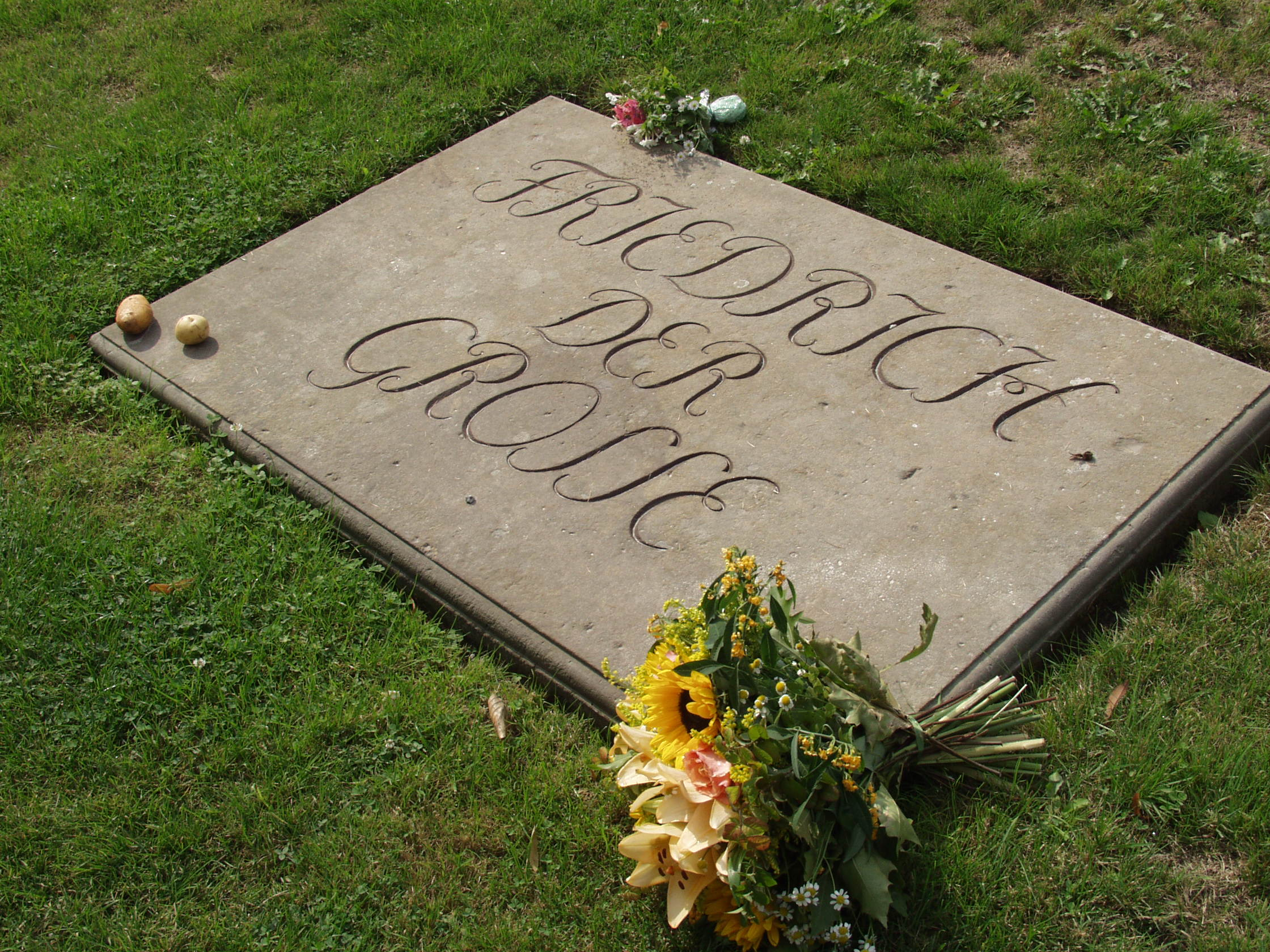
La tumba de Federico en Sanssouci.

Federico quiso ser enterrado junto a sus galgos en el viñedo de terraza en el lado del cuerpo de logis de Sanssouci. Su sobrino y sucesor Federico Guillermo II, en su lugar, ordenó que su cuerpo fuese enterrado junto al de su padre en la iglesia de la guarnición de Potsdam. Cerca del final de la Segunda Guerra Mundial, Hitler ordenó que el féretro de Federico quedase oculto en una mina de sal para protegerlo de la destrucción. El Ejército de los EE. UU. en 1946 lo trasladó al Castillo de Marburgo y de ahí en 1947 a la Iglesia de Santa Isabel de Marburgo, hasta que en 1953 se lo trasladó junto a los de su padre en la Capilla del Castillo de Hohenzollern.
Después de la reunificación alemana, el cuerpo fue sepultado en el Mausoleo del Káiser Federico en la Iglesia de la Paz de Sanssouci. El 17 de agosto de 1991, en conmemoración de los 205 años de su muerte, el féretro de Federico fue puesto en su propio estado, en el Patio de Honor de Sanssouci, cubierto por una bandera de Prusia. Federico había decretado en su voluntad ser enterrado allí por la noche con el séquito más pequeño y la luz de una linterna. Eso correspondía a su afirmación filosófica. En cambio, el funeral resultó ser una especie de funeral de estado. Desde entonces, una simple losa de piedra marca y adorna su tumba. Lo escolta una guardia de honor de la Bundeswehr.

## Ancestros
| \| \| \| \| \| \| \| \| \| \| \| \| \| \| \| \| \| \| \| \| 16. Elector Jorge Guillermo I de Brandeburgo \| \| \| \| \| \| \| \| \| \| \| \| \| \| \| \| \| \| \| \| \| \| \| \| \| \| \| \| \| \| \| \| \| \| \| \| \| \| \| \| \| \| \| \| \| \| \| \| \| \| \| \| \| \| 8. Elector Federico Guillermo I de Brandeburgo \| \| \| \| \| \| \| \| \| \| \| \| \| \| \| \| \| \| \| \| \| \| \| \| \| \| \| \| \| \| \| \| \| \| \| \| \| \| \| \| \| \| \| \| \| \| \| \| \| \| \| \| \| \| 17. Isabel Carlota del Palatinado \| \| \| \| \| \| \| \| \| \| \| \| \| \| \| \| \| \| \| \| \| \| \| \| \| \| \| \| \| \| \| \| \| \| \| \| \| \| \| \| \| \| \| \| \| \| \| \| \| \| \| \| \| \| 4. Federico I de Prusia \| \| \| \| \| \| \| \| \| \| \| \| \| \| \| \| \| \| \| \| \| \| \| \| \| \| \| \| \| \| \| \| \| \| \| \| \| \| \| \| \| \| \| \| \| \| \| \| \| \| \| \| \| \| 18. Príncipe Federico Enrique de Orange-Nassau \| \| \| \| \| \| \| \| \| \| \| \| \| \| \| \| \| \| \| \| \| \| \| \| \| \| \| \| \| \| \| \| \| \| \| \| \| \| \| \| \| \| \| \| \| \| \| \| \| \| \| \| \| \| 9. Condesa Luisa Enriqueta de Nassau \| \| \| \| \| \| \| \| \| \| \| \| \| \| \| \| \| \| \| \| \| \| \| \| \| \| \| \| \| \| \| \| \| \| \| \| \| \| \| \| \| \| \| \| \| \| \| \| \| \| \| \| \| \| 19. Condesa Amalia de Solms-Braunfels \| \| \| \| \| \| \| \| \| \| \| \| \| \| \| \| \| \| \| \| \| \| \| \| \| \| \| \| \| \| \| \| \| \| \| \| \| \| \| \| \| \| \| \| \| \| \| \| \| \| \| \| \| \| 2. Federico Guillermo I de Prusia \| \| \| \| \| \| \| \| \| \| \| \| \| \| \| \| \| \| \| \| \| \| \| \| \| \| \| \| \| \| \| \| \| \| \| \| \| \| \| \| \| \| \| \| \| \| \| \| \| \| \| \| \| \| 20. Duque Jorge de Brunswick-Luneburgo \| \| \| \| \| \| \| \| \| \| \| \| \| \| \| \| \| \| \| \| \| \| \| \| \| \| \| \| \| \| \| \| \| \| \| \| \| \| \| \| \| \| \| \| \| \| \| \| \| \| \| \| \| \| 10. Elector Ernesto Augusto de Brunswick-Luneburgo =12 \| \| \| \| \| \| \| \| \| \| \| \| \| \| \| \| \| \| \| \| \| \| \| \| \| \| \| \| \| \| \| \| \| \| \| \| \| \| \| \| \| \| \| \| \| \| \| \| \| \| \| \| \| \| 21. Landgravina Ana Leonor de Hesse-Darmstadt \| \| \| \| \| \| \| \| \| \| \| \| \| \| \| \| \| \| \| \| \| \| \| \| \| \| \| \| \| \| \| \| \| \| \| \| \| \| \| \| \| \| \| \| \| \| \| \| \| \| \| \| \| \| 5. Princesa Sofía Carlota de Hannover \| \| \| \| \| \| \| \| \| \| \| \| \| \| \| \| \| \| \| \| \| \| \| \| \| \| \| \| \| \| \| \| \| \| \| \| \| \| \| \| \| \| \| \| \| \| \| \| \| \| \| \| \| \| 22. Elector Federico V del Palatinado \| \| \| \| \| \| \| \| \| \| \| \| \| \| \| \| \| \| \| \| \| \| \| \| \| \| \| \| \| \| \| \| \| \| \| \| \| \| \| \| \| \| \| \| \| \| \| \| \| \| \| \| \| \| 11. Sofía de Hannover =13 \| \| \| \| \| \| \| \| \| \| \| \| \| \| \| \| \| \| \| \| \| \| \| \| \| \| \| \| \| \| \| \| \| \| \| \| \| \| \| \| \| \| \| \| \| \| \| \| \| \| \| \| \| \| 23. Princesa Isabel de Escocia \| \| \| \| \| \| \| \| \| \| \| \| \| \| \| \| \| \| \| \| \| \| \| \| \| \| \| \| \| \| \| \| \| \| \| \| \| \| \| \| \| \| \| \| \| \| \| \| \| \| \| \| \| \| 1. Federico II de Prusia \| \| \| \| \| \| \| \| \| \| \| \| \| \| \| \| \| \| \| \| \| \| \| \| \| \| \| \| \| \| \| \| \| \| \| \| \| \| \| \| \| \| \| \| \| \| \| \| \| \| \| \| \| \| 24. Duque Jorge del Brunswick-Luneburgo =20, 28 \| \| \| \| \| \| \| \| \| \| \| \| \| \| \| \| \| \| \| \| \| \| \| \| \| \| \| \| \| \| \| \| \| \| \| \| \| \| \| \| \| \| \| \| \| \| \| \| \| \| \| \| \| \| 12. Elector Ernesto Augusto de Brunswick-Luneburgo =10 \| \| \| \| \| \| \| \| \| \| \| \| \| \| \| \| \| \| \| \| \| \| \| \| \| \| \| \| \| \| \| \| \| \| \| \| \| \| \| \| \| \| \| \| \| \| \| \| \| \| \| \| \| \| 25. Landgravina Ana Leonor de Hesse-Darmstadt =21, 29 \| \| \| \| \| \| \| \| \| \| \| \| \| \| \| \| \| \| \| \| \| \| \| \| \| \| \| \| \| \| \| \| \| \| \| \| \| \| \| \| \| \| \| \| \| \| \| \| \| \| \| \| \| \| 6. Jorge I de Gran Bretaña \| \| \| \| \| \| \| \| \| \| \| \| \| \| \| \| \| \| \| \| \| \| \| \| \| \| \| \| \| \| \| \| \| \| \| \| \| \| \| \| \| \| \| \| \| \| \| \| \| \| \| \| \| \| 26. Elector Federico V del Palatinado =22 \| \| \| \| \| \| \| \| \| \| \| \| \| \| \| \| \| \| \| \| \| \| \| \| \| \| \| \| \| \| \| \| \| \| \| \| \| \| \| \| \| \| \| \| \| \| \| \| \| \| \| \| \| \| 13. Sofía de Hannover =11 \| \| \| \| \| \| \| \| \| \| \| \| \| \| \| \| \| \| \| \| \| \| \| \| \| \| \| \| \| \| \| \| \| \| \| \| \| \| \| \| \| \| \| \| \| \| \| \| \| \| \| \| \| \| 27. Princesa Isabel de Escocia =23 \| \| \| \| \| \| \| \| \| \| \| \| \| \| \| \| \| \| \| \| \| \| \| \| \| \| \| \| \| \| \| \| \| \| \| \| \| \| \| \| \| \| \| \| \| \| \| \| \| \| \| \| \| \| 3. Princesa Sofía Dorotea de Hannover \| \| \| \| \| \| \| \| \| \| \| \| \| \| \| \| \| \| \| \| \| \| \| \| \| \| \| \| \| \| \| \| \| \| \| \| \| \| \| \| \| \| \| \| \| \| \| \| \| \| \| \| \| \| 28. Duque Jorge de Brunswick-Luneburgo =20, 24 \| \| \| \| \| \| \| \| \| \| \| \| \| \| \| \| \| \| \| \| \| \| \| \| \| \| \| \| \| \| \| \| \| \| \| \| \| \| \| \| \| \| \| \| \| \| \| \| \| \| \| \| \| \| 14. Duque Jorge Guillermo de Brunswick-Luneburgo \| \| \| \| \| \| \| \| \| \| \| \| \| \| \| \| \| \| \| \| \| \| \| \| \| \| \| \| \| \| \| \| \| \| \| \| \| \| \| \| \| \| \| \| \| \| \| \| \| \| \| \| \| \| 29. Landgravina Ana Leonor de Hesse-Darmstadt =21, 25 \| \| \| \| \| \| \| \| \| \| \| \| \| \| \| \| \| \| \| \| \| \| \| \| \| \| \| \| \| \| \| \| \| \| \| \| \| \| \| \| \| \| \| \| \| \| \| \| \| \| \| \| \| \| 7. Sofía Dorotea de Celle \| \| \| \| \| \| \| \| \| \| \| \| \| \| \| \| \| \| \| \| \| \| \| \| \| \| \| \| \| \| \| \| \| \| \| \| \| \| \| \| \| \| \| \| \| \| \| \| \| \| \| \| \| \| 30. Alexandre d'Esmier d'Olbreuse \| \| \| \| \| \| \| \| \| \| \| \| \| \| \| \| \| \| \| \| \| \| \| \| \| \| \| \| \| \| \| \| \| \| \| \| \| \| \| \| \| \| \| \| \| \| \| \| \| \| \| \| \| \| 15. Leonor Desmier d'Olbreuse \| \| \| \| \| \| \| \| \| \| \| \| \| \| \| \| \| \| \| \| \| \| \| \| \| \| \| \| \| \| \| \| \| \| \| \| \| \| \| \| \| \| \| \| \| \| \| \| \| \| \| \| \| \| 31. Jacquette Poussard du Bas Vandré \| \| \| \| \| \| \| \| \| \| \| \| \| \| \| \| \| \| \| \| \| \| \| \| \| \| \| \| \| \| \| \| \| \| \| \| \| \| \| \| \| \| \| \| \| \| \| \| \| \| \| \| |                                                        |  |  |  |  |  |  |  |  |  |  |  |  |  |  |  |
| |                                                        |  |  |  |  |  |  |  |  |  |  |  |  |  |  |  |
| | 16. Elector Jorge Guillermo I de Brandeburgo           |  |  |  |  |  |  |  |  |  |  |  |  |  |  |  |
| |                                                        |  |  |  |  |  |  |  |  |  |  |  |  |  |  |  |
| |                                                        |  |  |  |  |  |  |  |  |  |  |  |  |  |  |  |
| | 8. Elector Federico Guillermo I de Brandeburgo         |  |  |  |  |  |  |  |  |  |  |  |  |  |  |  |
| |                                                        |  |  |  |  |  |  |  |  |  |  |  |  |  |  |  |
| |                                                        |  |  |  |  |  |  |  |  |  |  |  |  |  |  |  |
| | 17. Isabel Carlota del Palatinado                      |  |  |  |  |  |  |  |  |  |  |  |  |  |  |  |
| |                                                        |  |  |  |  |  |  |  |  |  |  |  |  |  |  |  |
| |                                                        |  |  |  |  |  |  |  |  |  |  |  |  |  |  |  |
| | 4. Federico I de Prusia                                |  |  |  |  |  |  |  |  |  |  |  |  |  |  |  |
| |                                                        |  |  |  |  |  |  |  |  |  |  |  |  |  |  |  |
| |                                                        |  |  |  |  |  |  |  |  |  |  |  |  |  |  |  |
| | 18. Príncipe Federico Enrique de Orange-Nassau         |  |  |  |  |  |  |  |  |  |  |  |  |  |  |  |
| |                                                        |  |  |  |  |  |  |  |  |  |  |  |  |  |  |  |
| |                                                        |  |  |  |  |  |  |  |  |  |  |  |  |  |  |  |
| | 9. Condesa Luisa Enriqueta de Nassau                   |  |  |  |  |  |  |  |  |  |  |  |  |  |  |  |
| |                                                        |  |  |  |  |  |  |  |  |  |  |  |  |  |  |  |
| |                                                        |  |  |  |  |  |  |  |  |  |  |  |  |  |  |  |
| | 19. Condesa Amalia de Solms-Braunfels                  |  |  |  |  |  |  |  |  |  |  |  |  |  |  |  |
| |                                                        |  |  |  |  |  |  |  |  |  |  |  |  |  |  |  |
| |                                                        |  |  |  |  |  |  |  |  |  |  |  |  |  |  |  |
| | 2. Federico Guillermo I de Prusia                      |  |  |  |  |  |  |  |  |  |  |  |  |  |  |  |
| |                                                        |  |  |  |  |  |  |  |  |  |  |  |  |  |  |  |
| |                                                        |  |  |  |  |  |  |  |  |  |  |  |  |  |  |  |
| | 20. Duque Jorge de Brunswick-Luneburgo                 |  |  |  |  |  |  |  |  |  |  |  |  |  |  |  |
| |                                                        |  |  |  |  |  |  |  |  |  |  |  |  |  |  |  |
| |                                                        |  |  |  |  |  |  |  |  |  |  |  |  |  |  |  |
| | 10. Elector Ernesto Augusto de Brunswick-Luneburgo =12 |  |  |  |  |  |  |  |  |  |  |  |  |  |  |  |
| |                                                        |  |  |  |  |  |  |  |  |  |  |  |  |  |  |  |
| |                                                        |  |  |  |  |  |  |  |  |  |  |  |  |  |  |  |
| | 21. Landgravina Ana Leonor de Hesse-Darmstadt          |  |  |  |  |  |  |  |  |  |  |  |  |  |  |  |
| |                                                        |  |  |  |  |  |  |  |  |  |  |  |  |  |  |  |
| |                                                        |  |  |  |  |  |  |  |  |  |  |  |  |  |  |  |
| | 5. Princesa Sofía Carlota de Hannover                  |  |  |  |  |  |  |  |  |  |  |  |  |  |  |  |
| |                                                        |  |  |  |  |  |  |  |  |  |  |  |  |  |  |  |
| |                                                        |  |  |  |  |  |  |  |  |  |  |  |  |  |  |  |
| | 22. Elector Federico V del Palatinado                  |  |  |  |  |  |  |  |  |  |  |  |  |  |  |  |
| |                                                        |  |  |  |  |  |  |  |  |  |  |  |  |  |  |  |
| |                                                        |  |  |  |  |  |  |  |  |  |  |  |  |  |  |  |
| | 11. Sofía de Hannover =13                              |  |  |  |  |  |  |  |  |  |  |  |  |  |  |  |
| |                                                        |  |  |  |  |  |  |  |  |  |  |  |  |  |  |  |
| |                                                        |  |  |  |  |  |  |  |  |  |  |  |  |  |  |  |
| | 23. Princesa Isabel de Escocia                         |  |  |  |  |  |  |  |  |  |  |  |  |  |  |  |
| |                                                        |  |  |  |  |  |  |  |  |  |  |  |  |  |  |  |
| |                                                        |  |  |  |  |  |  |  |  |  |  |  |  |  |  |  |
| | 1. Federico II de Prusia                               |  |  |  |  |  |  |  |  |  |  |  |  |  |  |  |
| |                                                        |  |  |  |  |  |  |  |  |  |  |  |  |  |  |  |
| |                                                        |  |  |  |  |  |  |  |  |  |  |  |  |  |  |  |
| | 24. Duque Jorge del Brunswick-Luneburgo =20, 28        |  |  |  |  |  |  |  |  |  |  |  |  |  |  |  |
| |                                                        |  |  |  |  |  |  |  |  |  |  |  |  |  |  |  |
| |                                                        |  |  |  |  |  |  |  |  |  |  |  |  |  |  |  |
| | 12. Elector Ernesto Augusto de Brunswick-Luneburgo =10 |  |  |  |  |  |  |  |  |  |  |  |  |  |  |  |
| |                                                        |  |  |  |  |  |  |  |  |  |  |  |  |  |  |  |
| |                                                        |  |  |  |  |  |  |  |  |  |  |  |  |  |  |  |
| | 25. Landgravina Ana Leonor de Hesse-Darmstadt =21, 29  |  |  |  |  |  |  |  |  |  |  |  |  |  |  |  |
| |                                                        |  |  |  |  |  |  |  |  |  |  |  |  |  |  |  |
| |                                                        |  |  |  |  |  |  |  |  |  |  |  |  |  |  |  |
| | 6. Jorge I de Gran Bretaña                             |  |  |  |  |  |  |  |  |  |  |  |  |  |  |  |
| |                                                        |  |  |  |  |  |  |  |  |  |  |  |  |  |  |  |
| |                                                        |  |  |  |  |  |  |  |  |  |  |  |  |  |  |  |
| | 26. Elector Federico V del Palatinado =22              |  |  |  |  |  |  |  |  |  |  |  |  |  |  |  |
| |                                                        |  |  |  |  |  |  |  |  |  |  |  |  |  |  |  |
| |                                                        |  |  |  |  |  |  |  |  |  |  |  |  |  |  |  |
| | 13. Sofía de Hannover =11                              |  |  |  |  |  |  |  |  |  |  |  |  |  |  |  |
| |                                                        |  |  |  |  |  |  |  |  |  |  |  |  |  |  |  |
| |                                                        |  |  |  |  |  |  |  |  |  |  |  |  |  |  |  |
| | 27. Princesa Isabel de Escocia =23                     |  |  |  |  |  |  |  |  |  |  |  |  |  |  |  |
| |                                                        |  |  |  |  |  |  |  |  |  |  |  |  |  |  |  |
| |                                                        |  |  |  |  |  |  |  |  |  |  |  |  |  |  |  |
| | 3. Princesa Sofía Dorotea de Hannover                  |  |  |  |  |  |  |  |  |  |  |  |  |  |  |  |
| |                                                        |  |  |  |  |  |  |  |  |  |  |  |  |  |  |  |
| |                                                        |  |  |  |  |  |  |  |  |  |  |  |  |  |  |  |
| | 28. Duque Jorge de Brunswick-Luneburgo =20, 24         |  |  |  |  |  |  |  |  |  |  |  |  |  |  |  |
| |                                                        |  |  |  |  |  |  |  |  |  |  |  |  |  |  |  |
| |                                                        |  |  |  |  |  |  |  |  |  |  |  |  |  |  |  |
| | 14. Duque Jorge Guillermo de Brunswick-Luneburgo       |  |  |  |  |  |  |  |  |  |  |  |  |  |  |  |
| |                                                        |  |  |  |  |  |  |  |  |  |  |  |  |  |  |  |
| |                                                        |  |  |  |  |  |  |  |  |  |  |  |  |  |  |  |
| | 29. Landgravina Ana Leonor de Hesse-Darmstadt =21, 25  |  |  |  |  |  |  |  |  |  |  |  |  |  |  |  |
| |                                                        |  |  |  |  |  |  |  |  |  |  |  |  |  |  |  |
| |                                                        |  |  |  |  |  |  |  |  |  |  |  |  |  |  |  |
| | 7. Sofía Dorotea de Celle                              |  |  |  |  |  |  |  |  |  |  |  |  |  |  |  |
| |                                                        |  |  |  |  |  |  |  |  |  |  |  |  |  |  |  |
| |                                                        |  |  |  |  |  |  |  |  |  |  |  |  |  |  |  |
| | 30. Alexandre d'Esmier d'Olbreuse                      |  |  |  |  |  |  |  |  |  |  |  |  |  |  |  |
| |                                                        |  |  |  |  |  |  |  |  |  |  |  |  |  |  |  |
| |                                                        |  |  |  |  |  |  |  |  |  |  |  |  |  |  |  |
| | 15. Leonor Desmier d'Olbreuse                          |  |  |  |  |  |  |  |  |  |  |  |  |  |  |  |
| |                                                        |  |  |  |  |  |  |  |  |  |  |  |  |  |  |  |
| |                                                        |  |  |  |  |  |  |  |  |  |  |  |  |  |  |  |
| | 31. Jacquette Poussard du Bas Vandré                   |  |  |  |  |  |  |  |  |  |  |  |  |  |  |  |
| |                                                        |  |  |  |  |  |  |  |  |  |  |  |  |  |  |  |
| |                                                        |  |  |  |  |  |  |  |  |  |  |  |  |  |  |  |